# Bagno Leszczyny
Rezerwat przyrody Bagno Leszczyny – torfowiskowy rezerwat przyrody w gminie Skwierzyna, w powiecie międzyrzeckim, w województwie lubuskim.
Został powołany i zatwierdzony Zarządzeniem nr 18/2009 Regionalnego Dyrektora Ochrony Środowiska w Gorzowie Wlkp. z dnia 1 września 2009 r. Celem ochrony rezerwatu jest zachowanie zbiorowisk roślinności torfowiskowej – zespołu torfowiska wysokiego z charakterystyczną fizjonomią i budową kępkowo-dolinkową wraz z całym zróżnicowanym bogactwem roślinności runa.
Rezerwat obejmuje kompleks torfowisk wysokich o powierzchni 4,04 ha na terenie leśnictwa Leszczyny w Nadleśnictwie Międzychód. Na znacznym obszarze wykształcony jest zespół mszaru wysokotorfowiskowego Sphagnetum magellania w dwóch podzespołach. Obiekt ten jest miejscem przetrwania wielu cennych gatunków roślin, wśród nich chronionych, reliktowych i zagrożonych takich jak: torfowce (ostrolistny, kończysty, pogięty, brunatny, magellański, czerwonawy), widłoząb Bergera, rosiczka okrągłolistna, bagno zwyczajne, żurawina błotna, żurawina drobnolistkowa, wełnianka pochwowata, wełnianka wąskolistna.
Rezerwat nie ma planu ochrony, posiada natomiast obowiązujące zadania ochronne, na podstawie których obszar rezerwatu objęty jest ochroną czynną.
„Bagno Leszczyny” znajduje się w granicach dwóch obszarów sieci Natura 2000: ptasiego „Puszcza Notecka” PLB300015 i siedliskowego „Bory Chrobotkowe Puszczy Noteckiej” PLH080032.